# 北京友谊商店
北京友谊商店，位于北京市朝阳区建国门外大街17号，成立于1964年，曾是北京市唯一的综合性涉外商店，目前隶属于王府井集团。

## 历史
中华人民共和国成立后，来华人员日益增加，国内出国人员不断增多。1950年，外交部在东交民巷设立“外交人员服务部”，1952年归属北京市百货公司。1951年5月，贸易部决定在北京、天津、上海、广州、沈阳5个城市设立高级消费品商店，随后北京市百货公司设立第四门市部，负责对外国专家及国际友人的供应服务，并于同年接收东四九条57号中财委所属负责外国专家供应的“供给商店”，1955年更名为“国际友人服务部”。1961年4月，北京市百货大楼设立出国人员服务部，负责出国人员供应。1961年11月25日，百货大楼在东长安街设立“华侨用品服务部”，1962年迁至王府井大街并更名为“华侨商店”，负责侨汇供应。1962年，国际友人服务部、出国人员服务部、华侨商店从百货公司和百货大楼划出，在王府井大街37号成立北京市百货供应处，主要负责外国人、侨汇、特需商品的供应，直接由北京市商业局领导。
1964年12月1日，北京市百货供应处改组为“北京友谊商店”，在东华门大街25号开业，主要为来访的国家领导人和高级官员、外国专家、外国驻华使馆工作人员以及华侨、留学生等群体的工作、生活提供服务。
文化大革命期间，北京友谊商店的经营受到影响，商店被批为“利润挂帅”，3436种商品被停止销售，许多服务项目被废除。1966年8月至1973年期间，7年共销售4879万元，年均697万元，比1965年下降41%，同时发生了影响外事工作的事故和不礼貌对待外宾事件，造成不良影响。1972年，商业部、轻工业部和对外贸易部联合下发通知，要求各地友谊商店和外贸公司进行商品的全面检查，检查结果发现北京友谊商店的商品质量问题严重，部分商品的不合格率达到50%。1973年，北京市对友谊商店进行整顿。
1973年初，建国门外三项外事工程之一的友谊商店大楼竣工，建筑总面积15482平方米，营业面积4710平方米，1973年4月1日，北京友谊商店迁至新楼正式开业。
计划经济时期，商品种类匮乏，普遍凭票、证供应，且时常缺货。友谊商店独家垄断外宾客源，货源得到优先保证，供应的商品包括国产的丝绸、茅台酒、罐头以及进口的洋酒、巧克力、家用电器等稀缺或特供商品，除商品经营之外还向外国人提供洗染、照片冲印、托运等生活服务，店内设有咖啡厅、银行、外币兑换处等服务设施。另一方面，友谊商店与同时期的国营商店一样存在服务态度不佳的问题，1986年7月12日，《人民日报》第5版刊出了陈纳德遗孀陈香梅的来信《北京友谊商店不友谊》：

北京友谊商店服务之差是有口皆碑的，而且是大家一致公认的事实，但因为只此一家，别无分号，大家只好忍气吞声地出钱买罪受。我也受过两次他们的后娘脸孔，而且发誓不再去领教，但因为时间匆促，又要为友人买些礼物，只好再去一次。这是最近的事，想不到这些小姐们的服务比以前更差，而且态度之恶劣是世界上少见的，称之为友谊商店实在是一大讽刺。那些女同志们实在不知友谊为何物，她们简直把顾客当作敌人，所以大家都说友谊商店是最不友谊的！
我可以举下面几个例子：
（一）我到女装部去买丝头巾，女店员爱理不理，和我同去的朋友说：“女同志，我们想买头巾，麻烦你拿来让我选择几块，好吗？”女店员一声不响，把一盒头巾推到柜台上，就走开了。那时并不忙，她是到另一个角落聊天去了。我选了十条丝巾，想再选数条，于是又请她把柜内的另一盒拿出来。她回答说：“款式都是一样的，没有什么好挑的。”但我们看见另一盒确有别的花样，于是向她求情，请她把另一盒拿出来。她把那一盒抛到我们面前，我们只好赶快再选数条了事。
（二）我们再到男装部买衬衫。衬衫有大中小，也有不同颜色，但那店员说就只有这尺码，不买就算了。我们只好买了她拿出来的数件，也不计较大小和颜色，因为她们那种爱理不理的态度，实在使人受不了。
（三）我要买美国的英文报，但不知报纸是否太过时，问女店员是哪天的报纸，她说不知道。我说：“请拿来给我看一看。”我刚要看三份报纸的日期，她马上说：“报纸请你买了再看。”我说：“假如是上星期的报纸我就不要买，现在我只看看日期，可以吗？”她说：“不可以，买了再看。”那种凶相吓得我付款了事，连日期也不敢看了。
中国是礼仪之邦，礼多人不怪，难道“文化大革命”把这些人都变成穷凶极恶之人，那太可怕了。
没有竞争，就没有进步，北京应当多设立两三间友谊商店，服务员也该受些严格的训练，不然的话，大家就要来个罢买，以示抗议。这哪是友谊商店，简直是最不友谊的地方。除非改善服务精神，不然的话，我和我的朋友们都不敢再走进去了。

改革开放初期，对于友谊商店是否应该向公众开放引起了讨论，1984年6月，北京友谊商店通过发放“夜市券”的方式对公众限时开放，1989年至1991年新年展销期间，北京友谊商店可以凭单位介绍信或工作证领取请柬进入店内，一些持有外汇券的市民得以进入店内消费。
1980年代后期，使馆区周边的雅宝路、秀水街服装市场开始兴起，一批现代化涉外旅游商店、饭店建成，一些既有商场开始现代化改造，友谊商店的陈旧落后开始显现，顾客开始出现分流。1989年，北京友谊商店的利润较1988年下降近一半。1990年至1992年，北京友谊商店周边的贵友大厦、燕莎友谊商城、赛特购物中心等大型商场相继开业，对友谊商店造成冲击。1993年一、二月利润较1992年同期下降51%。1991年，北京友谊商店实行计划单列进行管理体制改革，同年9月成立北京友谊商业集团。1992年9月15日，北京友谊商店宣布向国内顾客完全开放。1993年，商店大楼一至三楼的营业厅进行装修，增加四楼营业厅，并引进必胜客、音乐餐厅、24小时商店等设施，营业状况有所改善。1994年5月，北京市政府批准成立北京友谊集团股份有限公司。1997年，友谊集团与西单商场集团合并成立北京西单友谊集团。2011年，西单友谊集团与新燕莎集团重组为北京首商集团。
1994年至1996年，外汇券逐步停止流通并失去价值，友谊商店的垄断地位不复存在，之后北京友谊商店多次尝试转型未能成功，主要依靠租金收入维持，从2003年起，北京友谊商店开始出现亏损。2010年，商店西配楼一到三层引入达芬奇家居。2014年，商店一层东北角和二层引入进口食品超市和丝绸专营店。由于大楼改造的不确定性，不少商户担心友谊商店随时会被拆建，不敢签订较长的合约，店内员工称1993年以后再未有新员工加入。
20世纪90年代开始，北京友谊商店多次传出重建改造的传闻，最初计划与外商合作在原地兴建一座18万平方米的多功能综合商厦，后因资金未能到位而未成行。2006年，北京西单友谊集团与何鸿燊的萃力国际有限公司签约，双方计划出资40亿元在原址的基础上建起一座58层、120米高的综合大楼，工程计划2006年底启动，2009年上半年竣工，后因审批与合同纠纷作罢。2016年7月23日，北京市规划委网站发布了友谊大厦项目的设计方案审查意见，按照设计方案，新的友谊大厦将占地1.78公顷，拥有三幢38层高的公寓楼，一幢36层高的办公楼，7层高的商业裙楼，并设有5层高的地下室，这一计划最终也未能实现。
2021年，王府井集团合并首商集团股份，2022年9月，王府井集团宣布友谊商店将转型改造为“商业生活艺术中心”，此后友谊商店清退店内的商业设施并开始作为展览场地使用。

## 事件
1966年4月29日上午，19岁学生杨国庆到东城区八面槽日用杂品商店购买一把菜刀，11时50分闯入东安门大街友谊商店，持刀砍伤出席亚非新闻工作者协会书记处第四次全体会议的马里新闻工作者代表团团长巴卡里·特拉奥雷先生的颈部，随后又砍伤民主德国驻华大使馆一等秘书马罗的夫人的脸部，行凶后杨逃出商店门外，被群众抓获。1966年6月13日下午，最高人民法院在北京工人体育馆举行宣判大会，判处杨国庆死刑立即执行，随后杨被押往刑场执行枪决。
2003年7月1日上午，为抗议停业和裁员，400余名员工聚集在北京友谊商店门前静坐，事后商店召开全体大会宣布商店重新营业，所有员工都将留在工作岗位，7月10日商店恢复营业。